# Simon Leys
Simon Leys és el pseudònim de l'escriptor, traductor i assagista Pierre Ryckmans (Brussel·les, Bèlgica, 28 de setembre del 1935 - Canberra, Austràlia, 11 d'agost del 2014).
Fill d'una família era d'ascendència il·lustre, estudià dret a la Universitat de Lovaina i després d'un viatge a la Xina (1955) es dedicà a estudiar la llengua i cultura xinesa. Inicialment va simpatitzar amb el maoisme però la seva crítica als excessos de la Revolució li van ocasionar durs atacs dels intel·lectuals d'esquerra francesos. Amb una beca va estudiar Belles Arts a Taiwan on obté informació per a la seva futura tesi doctoral sobre Shitao. Després d'anar a Hong Kong es traslladà a Austràlia (1970) on va ensenyar literatura xinesa a Australian National University de Canberra i a la Universitat de Sydney. Per escriure les seves obres va utilitzar el francès i l'anglès. I va utilitzar el pseudònim Simon Leys a partir del 1971 per evitar les represàlies de les autoritats de Beijing. Per la seva tasca ha rebut diversos premis i distincions.
El 12 de maig de 2010, la UPF (en el marc de la presentació del Màster d'Estudis Xinesos) i la Casa d'Àsia van organitzar una taula rodona: «Una sinologia per al segle XXI: reptes i enfocaments», on es tractava dels punts de vista de Simon Leys, Bob Hodge i Kam Louie i Geremie Barmé.

## Obra
En francès:
- Propos sur la peinture du moine Citrouille-amère de Shitao. Contribution à l'étude terminologique des théories chinoises de la peinture(1970)
- La vie et l'œuvre de Su Renshan, rebelle, peintre et fou (1970)
- Les Habits neufs du président Mao (1989)
- Ombres chinoises (1976)
- Images brisées (1976)
- Préface à L'Enquête sur la mort de Lin Biao de Yao Mingle (1983)
- La Forêt en feu : Essais sur la culture et la politique chinoises (Hermann 1983)
- Orwell, ou l'horreur de la politique (1984)
- La Mort de Napoléon (1986,)
- L'humeur, l'honneur, l'horreur : Essais sur la culture et la politique chinoises (1991)
- Essais sur la Chine: Les habits neufs du Président Mao, Ombres chinoises, Introduction à Lu Xun, La Mauvaise Herbe, Images brisées, La forêt en feu, L'humeur, l'honneur, l'horreur (1998
- L'Ange et le Cachalot (1998)
- Protée et autres essais (2001)
- Les Naufragés du Batavia, (2003)
- La Mer dans la littérature française (2003)
- Les Idées des autres, idiosyncratiquement compilées pour l'amusement des lecteurs oisifs (2005)
- Le bonheur des petits poissons (2008).

En llengua anglesa:
- Human rights in China (1979)
- Broken Images (1981)